# Expedition 3
L'Expedition 3 è stato il terzo equipaggio della Stazione spaziale internazionale.

## Equipaggio
| Ruolo               | Agosto – Dicembre 2001                   |
| ------------------- | ---------------------------------------- |
| Comandante          | Frank Culbertson, NASA Terzo volo        |
| Ingegnere di volo 1 | Michail Tjurin, Roscosmos Primo volo     |
| Ingegnere di volo 2 | Vladimir Dežurov, Roscosmos Secondo volo |

## Parametri della missione
- Perigeo: 384 km
- Apogeo: 396 km
- Inclinazione: 51,6°
- Periodo: 92 minuti

- Aggancio: 12 agosto 2001, 18:41:46 UTC
- Sgancio: 15 dicembre 2001, 17:28:00 UTC
- Durata attracco: 124 giorni, 22 ore, 46 minuti e 14 secondi